# Carmen de Burgos

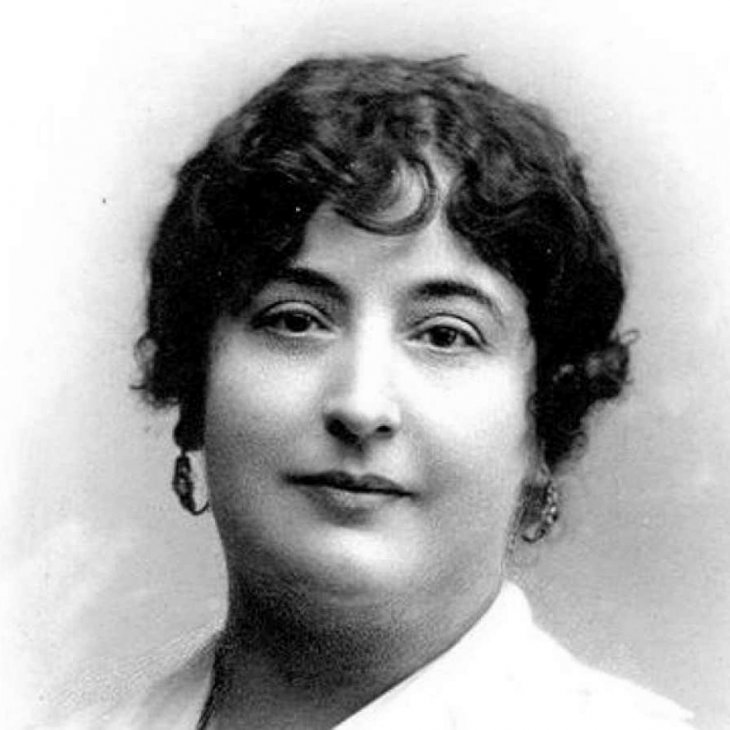
Carmen de Burgos

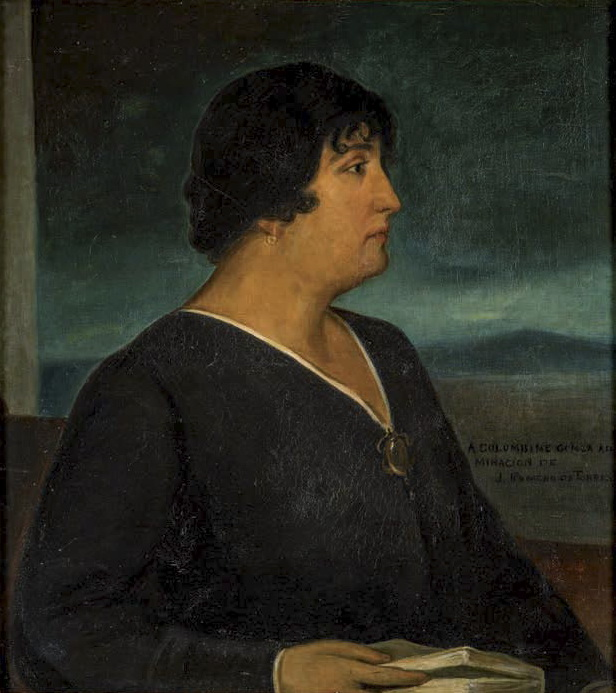
Porträt von Julio Romero de Torres, 1917

Carmen de Burgos y Seguí (Pseudonyme Colombine, Gabriel Luna, Perico el de los Palotes, Raquel, Honorine und Marianela; * 10. Dezember 1867 in Almería; † 9. Oktober 1932) war eine spanische Journalistin, Autorin, Übersetzerin und Frauenrechtlerin. Johnson beschreibt sie als eine „moderne“, wenn nicht gar „modernistische“ Schriftstellerin.

## Frühe Kindheit
Sie wurde 1867 in Almeria als Tochter einer bürgerlichen Familie geboren, in der ihr Vater eine Goldmine besaß. Ihr Vater José de Burgos Cañizares und ihr Onkel Ferdinand waren für das Vizekonsulat Portugals in Almeria verantwortlich. Ihre Mutter, Nicosia Segui Nieto, war mit einem beträchtlichen Erbe zur Ehe gekommen.

## Karriere
Sie entkam ihrer Familie, als sie Arturo Asterz Bustos traf. Er war fünfzehn Jahre älter als sie und war ein Dichter, Schriftsteller und Alkoholiker. Ihr neuer Mann verdiente Geld als Schriftsetzer in der Familienzeitung, aber sie entdeckte schnell, dass dies ihre Arbeit sein sollte. Sie und Arturo waren 17 Jahre lang unglücklich verheiratet und hatten vier Kinder, von denen nur eines überlebte. Im Jahr 1898 starb ihr kleiner Sohn und sie schrieb sich an der örtlichen Hochschule ein, um ein Lehrdiplom zu erhalten. Sie machte schnell Fortschritte, und innerhalb eines Jahres war sie für den Primärunterricht qualifiziert. Ende 1898 wurde sie für den Sekundarschulunterricht und 1900 für den Lehrerunterricht qualifiziert. Gerüstet mit ihren neuen Leistungen konnte sie eine lebenslange Beschäftigung erwarten. Sie und ihre verbliebene Tochter ließen ihren missbräuchlichen und untreuen Mann zurück und gründeten ihr eigenes Haus in Guadalajara, wo ihr erstes Buch geschrieben wurde. Während dieser Zeit hatte sie gelernt, für ihren Lebensunterhalt zu schreiben, sie hatte sich ihre Unabhängigkeit erkämpft und sie hatte eine Verachtung für die Institution der Ehe entwickelt. Burgos betrachtete sich selbst als Feministin, aber ihr Geschlecht bedeutete, dass ihre Schriften bei der Bewertung der spanischen (männlichen) Moderne nicht berücksichtigt wurden.
Burgos schuf jedoch nominell eine Reihe von Romanen für den „wöchentlichen Romanmarkt“, der zu Beginn des 20. Jahrhunderts populär war. Burgos’ Romane beschäftigten sich jedoch mit rechtlichen und politischen Themen. Ihre Romane beschäftigten sich mit Tabuthemen wie männlicher und weiblicher Homosexualität und Transvestismus. Sie hob die doppelten Werte hervor, die angewandt wurden, indem Frauen, die Ehebrecher waren, beschuldigt wurden, während die Beteiligung der Männer vergeben wurde. Frauen erhielten die Verantwortung für uneheliche Kinder, und das Gesetz übersah den Missbrauch, dem einige Frauen in ihren Ehen ausgesetzt waren. Es wurde festgestellt, dass Burgos kontroverse Themen in Bezug auf Geschlecht, Recht und Rechte ansprach, aber ihr Schreiben bot keine Lösung. Sie stellte den Lesern die Diskrepanz zwischen den traditionellen Werten der Frauenbildung und dem modernen Leben vor. Burgos jedoch stellte schwierige Themen als dramatisches Ereignis dar und 1904 hatte sie eine Kampagne zur Verbesserung der Verfügbarkeit von Scheidungen geführt.

## Anerkennung
1906 wurde Burgos die erste professionelle Journalistin in Spanien in der Funktion als Herausgeberin des Madrider Diario Universal. Sie war die erste Präsidentin der International League of Iberian and Latin American Women (Liga Internacional de Mujeres Ibéricas e Hispanoamericanas). Während der Diktatur von General Franco wurde Carmen de Burgos in Spanien aus den Geschichtsbüchern gestrichen. Nach der Wiederherstellung der Demokratie wurde sie wieder anerkannt und in die Geschichte der Frauenrechte in Spanien aufgenommen.

## Ausgewählte Werke

### Essays und andere Werke
- 1900: Ensayos literarios
- 1901: Álbum artístico literario del siglo XX
- 1901: Notas del alma (colección de coplas populares)
- 1904: El divorcio en España
- 1906: La mujer en España
- 1906: Por Europa
- 1911: La voz de los muertos
- 1911: Leopardi
- 1911: Misión social de la mujer
- 1912: Cartas sin destinatario
- 1913: Al balcón
- 1914: Impresiones de Argentina
- 1916: Confidencias de artistas
- 1917: Peregrinaciones
- 1917: Mis viajes por Europa
- 1917: ¿Quiere usted comer bien?
- 1919: Fígaro
- 1920: La Emperatriz Eugenia
- 1929: Hablando con los descendientes
- 1931: Gloriosa vida y desdichada muerte de D. Rafael del Riego
- Amadís de Gaula, s. a.

### Romane
- 1909: Los inadaptados
- 1917: La rampa
- 1918: El último contrabandista
- 1919: Los anticuarios
- 1922: El retorno
- 1923: La malcasada
- 1923: Los espirituados
- 1924: La mujer fantástica[7]
- 1925: El tío de todos
- 1931: Quiero vivir mi vida
- Los anticuarios.[8]

### Kurzgeschichten
- 1900: Ensayos literarios
- 1905: Alucinación
- El anhelo
- El abogado
- El artículo 438
- Cuentos: El tesoro del castillo
- Cuentos de Colombine
- En la guerra
- Honor de familia

### Übersetzungen
- 1904: Historia de mi vida (muda, sorda y ciega)
- 1904: La guerra ruso-japonesa
- 1904: La inferioridad mental de la mujer
- 1904: Loca por razón de Estado
- 1904: Los Evangelios y la segunda generación cristiana
- 1905: La Iglesia cristiana
- 1906: Diez y seis años en Siberia
- 1906: En el mundo de las mujeres
- 1908: El rey sin corona
- 1911: La conquista de un Imperio
- 1911: Los misterios de la india
- 1911–1913: La corona de olivo silvestre
- 1913: Fisiología del placer
- 1913: Las mañanas en Florencia
- 1913: Las piedras de Venecia
- 1913: Las siete lámparas de la arquitectura
- 1913: Los pintores modernos. El paisaje
- 1914: Cuentos a Maxa
- 1915: El reposo de San Marcos. Historia de Venecia
- 1916: La Biblia de Amiens
- 1917: La decisión
- 1917: Una idea de parisiense por página
- 1919: La perseverancia
- 1910: Defnis y Cloe
- 1913: Los últimos filibusteros
- La princesa muda, s. a.
- El tío Geromo (Crainqueville)
- Cuentistas italianos